# Alexandros (Dilanas)
Alexandros (světským jménem: Dilanas; 1878, Marathokampos – 5. ledna 1958, Veria) byl řecký duchovní Řecké pravoslavné církve a metropolita Verii, Nausy a Kampanias.

## Život
Narodil se roku 1878 v Marathokamposu na ostrově Samos.
Studoval na Chalkiské bohoslovecké škole a poté na bohoslovecké fakultě Athénské univerzity. Roku 1905 byl rukopoložen na diákon a jereje. Přijal mnišské jméno Alexandros. Byl rektorem bohoslovecké školy Patriarchálního exarchátu Patmos.
Dne 18. července 1910 proběhla jeho biskupská chirotonie na biskupa myrinského a vikáře efezské metropolie. Světiteli byli metropolita efezský Ioakeim (Efthyvoulis), metropolita kriniský Theoklitos (Eleftheriou) a biskup aneajský Anthimos (Cheimonios).
Dne 21. února 1917 byl jmenován biskupem aneajským. V březnu byl povýšen na metropolitu.
Dne 19. února 1922 byl jmenován metropolitou pergamonským a adramyttiumským.
Dne 9. října 1924 se stal metropolitou zichnaiským a nevrokopionským.
V února 1943 byl vybrán za metropolitu Verii, Nausy a Kampanias.
Zemřel 5. ledna 1958 ve Verii.